# Sitifis

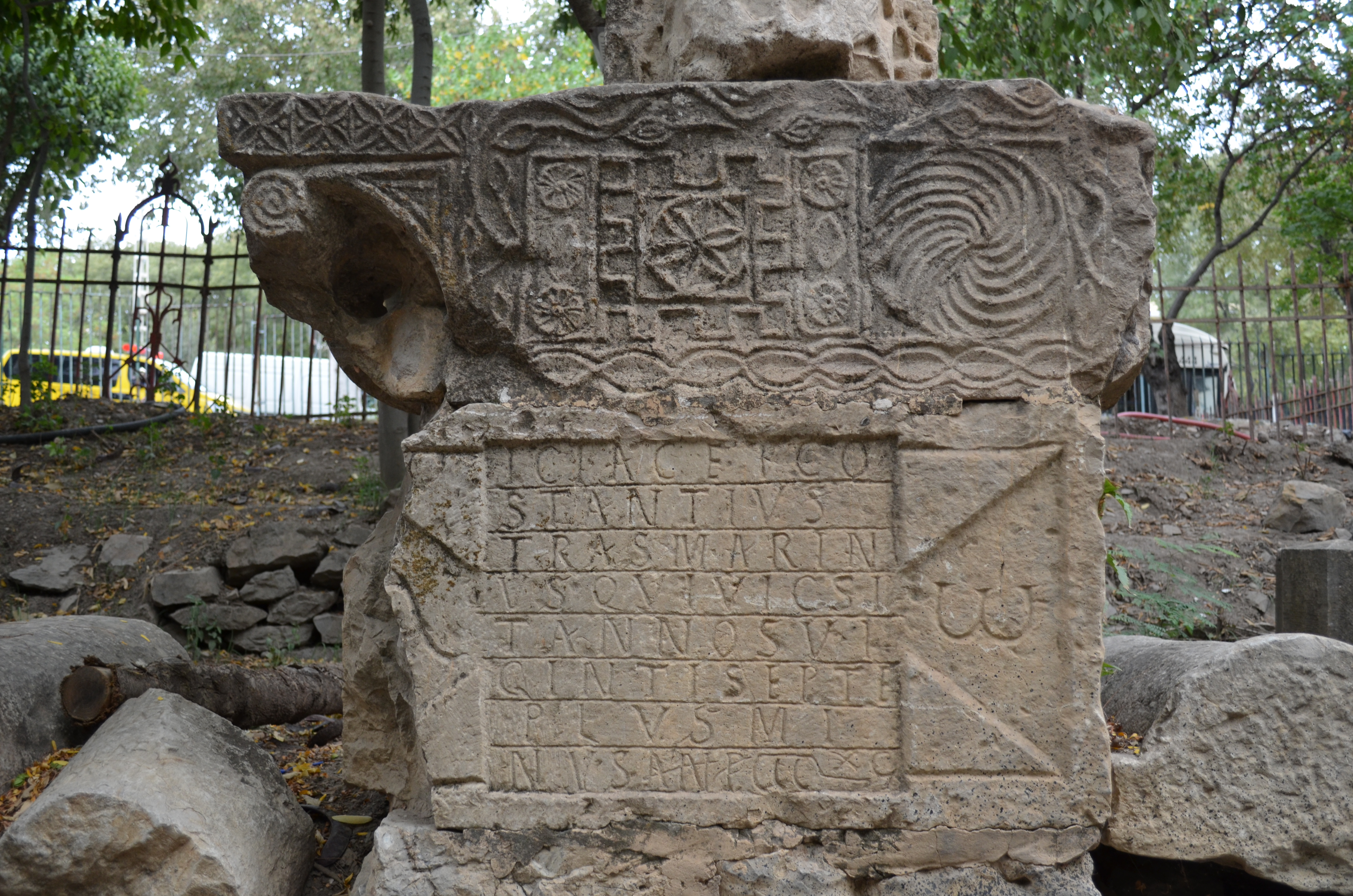
Stele romane

Sitifis (in berbero Sṭif), era un'antica città romana, situata nell'odierna Algeria nordorientale, dove si trova Sétif, città dell'Algeria. Venne fondata, insieme a Cuicul e Mopht, come colonia con il Colonia Augusta Nerviana Martialis Veteranorum Sitifensium fra il 96 ed il 98 durante il regno di Nerva, poi divenne capitale della Mauretania Sitifense all'epoca della Tetrarchia di Diocleziano.

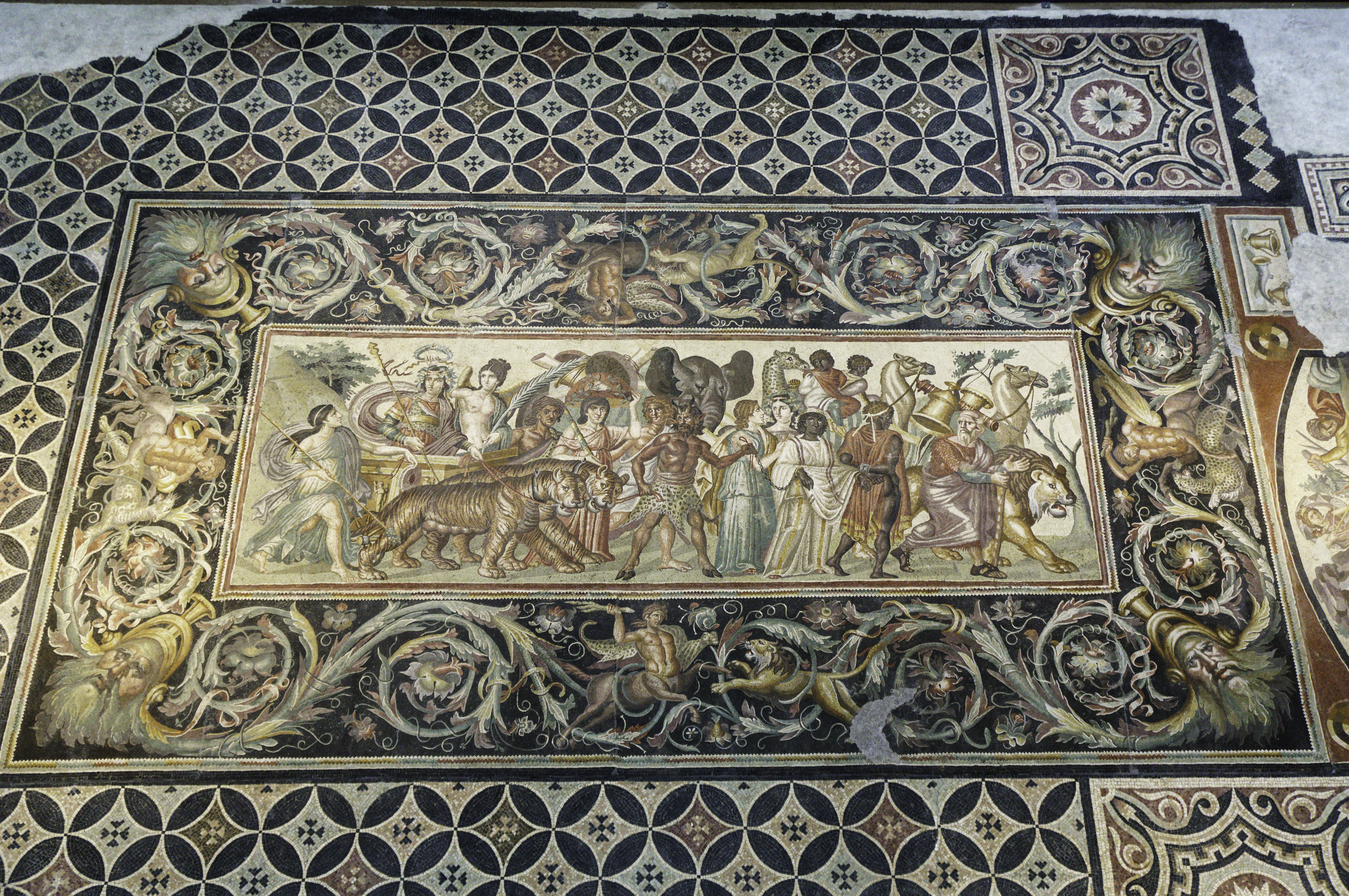
Mosaico delle terme romane